# Avaz Hafizli
Le journaliste, blogueur et membre de la communauté LGBTQ+ azerbaïdjanais Avaz Hafizli a été assassiné le 22 février 2022 dans la cour de l'appartement où il vivait à Bakou. Le cousin de Hafizli, Emrulla Gulaliev, a commis le crime,.

## Arrière-plan
Avaz Hafizli a travaillé comme journaliste couvrant notamment des questions sur les droits des LGBTQ+. Il a participé à des rassemblements contre la loi sur les médias adoptée en Azerbaïdjan, organisé des manifestations exigeant que le gouvernement mette fin à la discrimination contre les citoyens LGBTQ+ et brandi le drapeau arc-en-ciel devant l'administration présidentielle. Un militant azerbaïdjanais qui travaillait avec Hafizli, qui n'a pas révélé son nom, a déclaré à PinkNews que Hafizli était également victime de violences policières.  
L'influenceuse azerbaïdjanaise Sevinj Huseynova, a posté en 2021 des appels à la violence contre les personnes LGBT+ en 2021 sur son compte instagram, et émis des menaces à son encontre. Elle avait notamment appelé à la « destruction physique des « minorités sexuelles » et des transsexuels » . 
À la suite du meurtre d'une jeune femme trans après ces manifestations de haine en ligne, Hafizli s'est enchaîné à une clôture près du bureau du procureur général en 2021 pour protester contre les menaces contre la communauté gay et les menaces de mort à son encontre, accusant Sevinj Huseynova, la police et le gouvernement d'Azerbaidjan d'avoir mis sa tête à prix pour un montant de  2700 euros.  Il a toujours subi des pressions de la part de sa famille et de ses proches en raison de son orientation sexuelle,. sr 
Depuis juillet 2021, la blogueuse azerbaïdjanaise Sevinj Huseinova diffuse régulièrement des émissions et des publications en direct sur son compte Instagram ciblant la communauté LGBTQ+ du pays, appelant la communauté à commettre des violences et des meurtres contre les personnes trans et gays et menaçant la communauté de mort. Hafizli a affirmé avoir été menacé par les membres de la famille de Huseinova après ses discours. Le 5 septembre, il s'est plaint des agissements de Sevinj Huseinova au poste de police et a également déclaré sur son compte sur les réseaux sociaux que Sevinj Huseinova serait coupable de tous les incidents qui lui seraient arrivés. Hafizli a déclaré à plusieurs reprises que sa vie était en danger et a agi pour attirer l'attention des forces de l'ordre.

## Meurtre
Le 22 février 2022, Gulaliev apprend que Hafizli est seul chez lui à Balakhani. Il prend un couteau et se rend dans la maison où vit Hafizli, l'appelle dans la cour, le jette à terre, et le blesse à la gorge. Ensuite, Gulaliev  poignarde Hafizli sur différentes parties de son corps et le tue. Plus tard, il se rend à la police.
Selon le journal Star Observer (en), des agissements homophobes sont encore commis même après l'assassinat. Après sa mort, le cadavre de Hafizli est enveloppé dans un tapis sale, et les policiers et les médecins venus sur place refusent de toucher le cadavre de Hafizli ou de le porter. C'est pour cette raison que ses amis emmènent le corps de Hafizli à la morgue. Selon les forces de l'ordre azerbaïdjanaises, Gulaliev est en état d'ébriété lorsqu'il a commis le crime.

## Procès
Le 29 juillet 2022, Emrulla Gulaliev est condamné par le tribunal de Bakou pour son crime. Selon le verdict, Emrulla Gulaliev est reconnu coupable en vertu de l'article 120.1 (assassinat) du Code pénal azerbaïdjanais et condamné à 9 ans et 6 mois de prison. Les amis du jeune homme ne sont pas satisfaits du jugement, celui-ci omettant les circonstances aggravantes des mutilations post mortem et le contexte homophobe,. Les charges de crime de haine n'auraient pas été mentionnées.

## Réactions
La communauté LGBT d'Azerbaïdjan s'est mobilisée à la suite de ce crime et a fait parvenir une pétition au président de la république Ilham Aliyev, à son ministre de la Justice et au procureur pour dénoncer un système judiciaire injuste envers elle.
En mai 2022, un groupe de députés de l'Assemblée parlementaire du Conseil de l'Europe a pris l'initiative d'adopter une résolution concernant les menaces contre la vie et la sécurité des journalistes et des défenseurs des droits de l'homme en Azerbaïdjan. Les députés ont spécifiquement évoqué le meurtre d'Avaz Hafizli ainsi que d'autres évènements.